# Distretto di Houay Xay
Il distretto di Houay Xay è uno dei cinque distretti (mueang) della provincia di Bokeo, nel Laos.  Ha come capoluogo la città di Houay Xay.